# Cavite (município)
Cavite (Kawit) é um município de primeira classe de renda municipal (d) na província Cavite, nas Filipinas. De acordo com o censo de 1 de maio  de  2020 possui uma população de 107 535 pessoas e 29 082 domicílios. Tem uma superfície de 16,7 km².
Kawit é o lugar de nascimento de Emilio Aguinaldo, o primeiro presidente das Filipinas. Sua casa ancestral agora é um monumento nacional, a Aguinaldo Shrine.

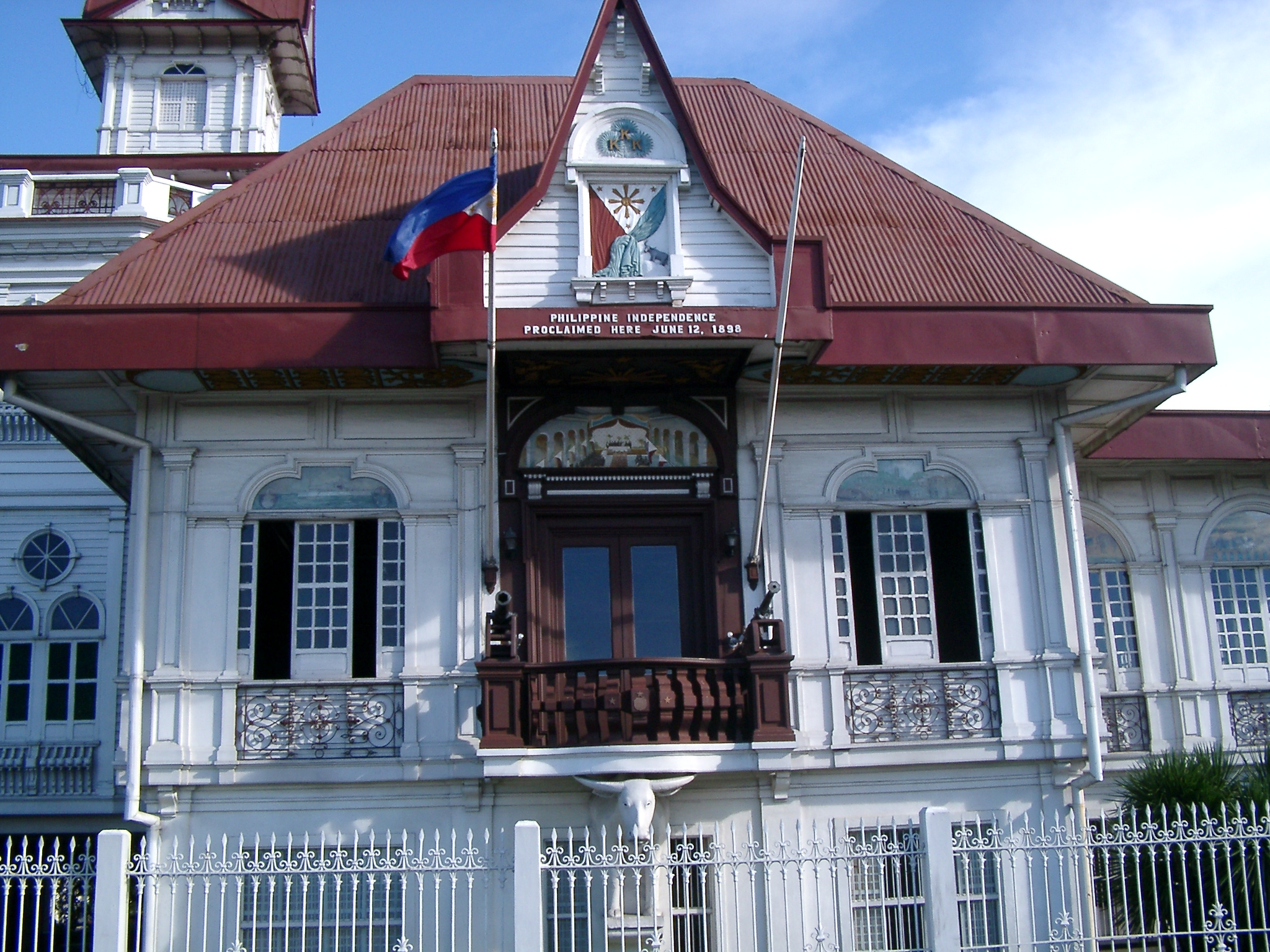
Casa do general Aguinaldo no caminho de Cavite, Luzón, Filipinas

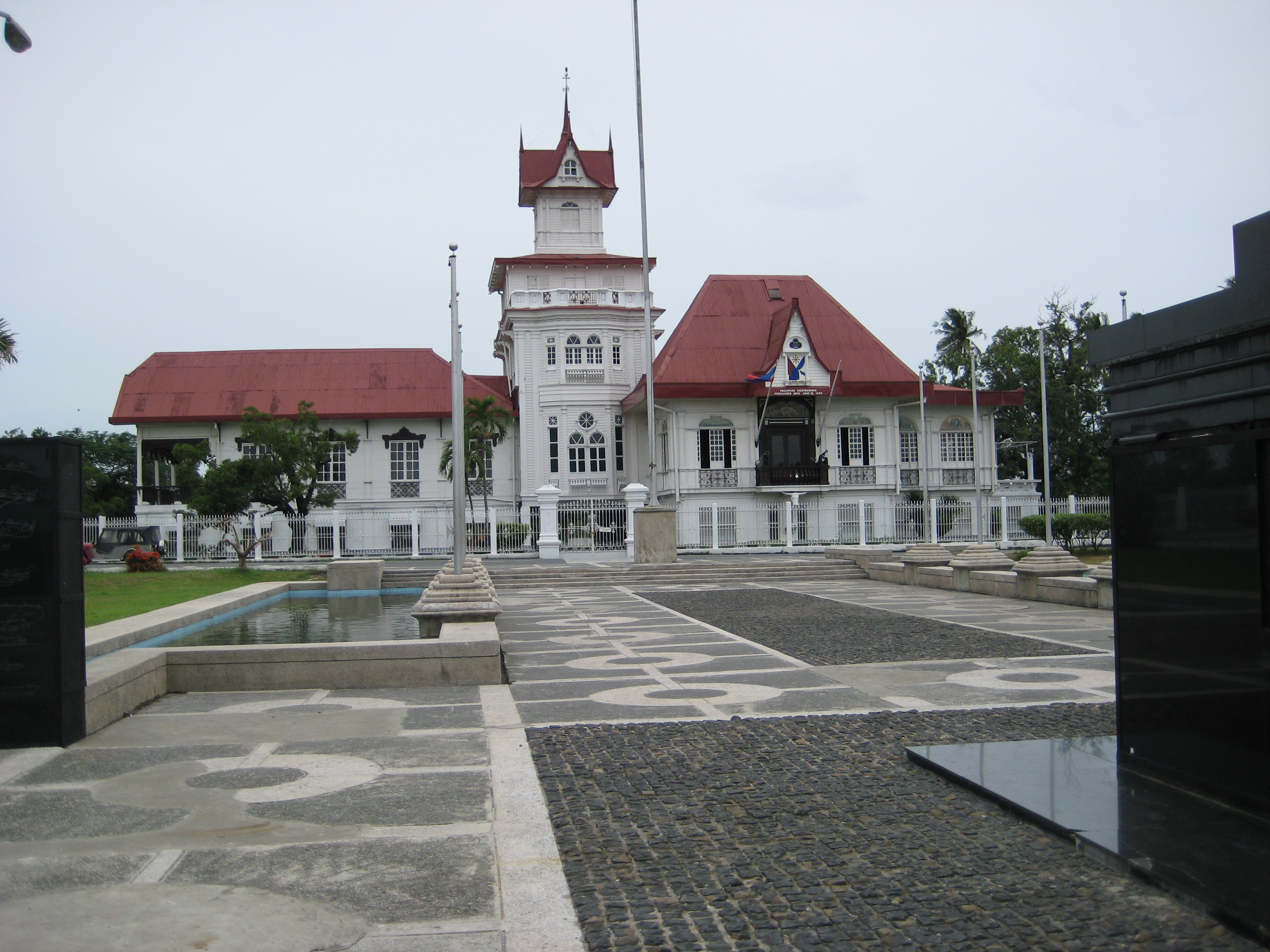
Vista de la casa do general Aguinaldo no caminho de Cavite, Luzón, Filipinas

## Bairros
Kawit se divide politicamente em 23 bairros.
- Binakayan-Kanluran
- Gahak
- Kaingen
- Marulas
- Panamitan
- Población
- Magdalo (Putol)
- San Sebastián
- Santa Isabel
- Tabon I
- Toclong
- Wakas I
- Batong Dalig
- Balsahan-Bisita
- Binakayan-Aplaya
- Congbalay-Legaspi
- Manggahan-Lawin
- Pulvorista
- Samala-Márquez
- Tabon II
- Tabon III
- Tramo-Bantayan
- Wakas II